# Christ Church (Oxford)
Christ Church è uno dei collegi costituenti l'Università di Oxford. Fondato nel 1546, è uno dei più grandi collegi di Oxford oltre ad ospitare al suo interno la cattedrale della città, che funge da cappella del college. Ammette le donne dal 1978.
Fra i suoi studenti si contano ben tredici primi ministri britannici, un numero maggiore di tutti gli altri collegi messi insieme: per questo è considerato al pari del suo sister college (il Trinity College di Cambridge) un ambiente molto aristocratico.
Per via della sua imponenza, è stato utilizzato come ambientazione di numerosi libri e film, fra i quali Alice nel Paese delle Meraviglie di Lewis Carroll e alcune scene dell'adattamento cinematografico della saga di Harry Potter.

## Storia
Il collegio ha una storia travagliata: fondato inizialmente con il nome di Cardinal College nel 1525, venne rinominato pochi anni dopo come King Henry VIII's College per volere di Re Enrico VIII. Nel 1546 il Re, che nel frattempo aveva rotto i legami con la Chiesa cattolica, demolì parzialmente la cattedrale posta nel collegio, per poi fondare Christ Church. Nello stesso anno venne fondato anche il Trinity College di Cambridge, sempre per volere di Enrico VIII.
La cattedrale ha sempre avuto un ruolo fondamentale nella città di Oxford. La sua campana suonava 101 rintocchi (lo stesso numero degli scholars del collegio) a mezzanotte per segnare l'ora di chiusura di tutti i collegi; questa tradizione è mantenuta in parte ancora oggi, ma la campana suona alle 9 di mattina.